# 3961 Arthurcox
3961 Arthurcox este un asteroid din centura principală, descoperit pe 31 iulie 1962 de Goethe Link Obs..